# Asociación Mexicana de Bibliotecarios A. C.
La Asociación Mexicana de Bibliotecarios, A. C. (AMBAC) es la agrupación de bibliotecarios más antigua de México. Se fundó en 1924 con el nombre Asociación de Bibliotecarios Mexicanos.
El año 1965 se convirtió en la Asociación Mexicana de Bibliotecarios, A. C., cuyos objetivos principales son:
- el mejoramiento profesional de sus asociados,

- la promoción y fomento de las bibliotecas, y
- el servicio bibliotecario y la biblioteconomía del país.

La AMBAC organiza un congreso anual llamado Jornadas Mexicanas de Biblioteconomía. Se celebró por primera vez en 1956, y desde 1977 se ha llevado a cabo anualmente de manera ininterrumpida. Los objetivos de las Jornadas son: Difundir avances, intercambiar experiencias, ideas, problemas relacionados con el ámbito bibliotecológico y de la información. Además de realizar actividades de educación continua, mediante los talleres y cursos que se ofrecen durante el evento y que buscan la actualización de los socios. 

## Antecedentes
El origen de la AMBAC se remonta a la década de los años veinte del siglo XX, en un México aún turbulento, heredero de la Revolución mexicana, cuya aspiración era lograr un nuevo orden social, en el que la educación y la cultura fueran generosas y enaltecedoras y ya no exclusivas de una casta sino de todos los hombres, como diría José Vasconcelos, impulsor de las bibliotecas, el libro, la lectura y las bellas artes.[cita requerida]
En 1924 se dio el momento propicio para fundar la Asociación de Bibliotecarios Mexicanos (ABM), idea concebida ocho años antes, con el propósito de dar una orientación científica a los estudios bibliográficos, además de sacar a las bibliotecas de la situación de decadencia y abatimiento en la que se hallaban. Los objetivos de esta primera asociación fueron:
- Laborar para el fomento y el desarrollo de la biblioteconomía y demás ciencias bibliográficas.
- Procurar el mejoramiento intelectual, moral y material de los becarios.

Diez años después (1934), la ABM desapareció. Fue refundada en 1954 con el nombre de Asociación Mexicana de Bibliotecarios, entre cuyos objetivos destacaban los de " I. Unir a los bibliotecarios de la República Mexicana con finalidades de cultura y procurar la superación intelectual, moral y económica de sus asociados. II. Laborar por el fomento y el desarrollo de las disciplinas bibliográficas así como por el mejoramiento e incremento de las bibliotecas y III. Establecer relaciones de amistad e intercambio, tanto con asociaciones similares del país y del extranjero, como con personas interesadas en propósitos bibliotecarios y bibliográficos".
Finalmente, en 1965 se convirtió en asociación civil, con el nombre Asociación Mexicana de Bibliotecarios, A.C., cuyos objetivos principales son: el mejoramiento profesional de sus asociados, así como la promoción y fomento de las bibliotecas, el inicio bibliotecario y la biblioteconomía del país; objetivos que quedaron plasmados en el Acta Constitutiva de la Asociación, de la que se desprende su reglamento.

## Gobierno de la AMBAC
La Mesa Directiva está constituida por las siguientes autoridades: Presidente, Vicepresidente, Secretario, Prosecretario, Tesorero y Protesorero, cuyos miembros son elegidos por votación cada dos años, a excepción del Vicepresidente, quien es, a su vez, el presidente electo; es decir, es el único miembro de la Mesa Directiva que permanece cuatro años en ella. El Consejo Técnico está integrado por tres miembros: dos de ellos elegidos por votación, y uno, ex officio, es el presidente saliente. La AMBAC ha sido presidida por personajes de la bibliotecología que han marcado no sólo a la AMBAC, sino el rumbo de las bibliotecas mexicanas.
| Presidencia de la AMBAC            | Periodo   |
| Tobías Chávez Lavista              | 1954-1956 |
| María Teresa Chávez Campomanes     | 1956-1958 |
| Armando M. Sandoval                | 1958-1960 |
| Roberto Gordillo Gordillo          | 1960-1961 |
| Leonor Llanch Trevoux              | 1962-1963 |
| Roberto Gordillo Gordillo          | 1964-1965 |
| Pedro Zamora Rodríguez             | 1966-1967 |
| Ario Garza Mercado                 | 1968-1969 |
| Elvia Barberena Blázquez           | 1970-1971 |
| Armando M. Sandoval                | 1972-1973 |
| Guadalupe Carrión Rodríguez        | 1974-1975 |
| Estela Morales Campos              | 1975-1977 |
| Eduardo Salas Estrada              | 1977-1979 |
| Ana María Magaloni                 | 1979-1981 |
| Adolfo Rodríguez Gallardo          | 1981-1983 |
| Álvaro Quijano Solís               | 1983-1985 |
| Rosa Ma. Fernández Esquivel        | 1985-1987 |
| Roberto Gordillo Gordillo          | 1987-1989 |
| Estela Morales Campos              | 1989-1991 |
| Surya Peniche                      | 1991-1993 |
| José Orozco Tenorio                | 1993-1995 |
| José Antonio Yáñez de la Peña      | 1995-1996 |
| Elsa Margarita Ramírez Leyva       | 1996-1999 |
| Nahum Pérez Paz                    | 1999-2001 |
| Filiberto Felipe Martínez Arellano | 2001-2003 |
| Saúl Armendáriz Sánchez            | 2003-2005 |
| Felipe Becerril Torres             | 2005-2006 |
| Hortensia Lobato Reyes             | 2006-2009 |
| Jesús Lau                          | 2009-2011 |
| Óscar Saavedra Fernández           | 2011-2013 |
| María Asunción Mendoza Becerra     | 2013-2016 |
| Saúl Armendáriz Sánchez            | 2016-2018 |
| Marisela Castro Moreno             | 2018-2020 |
| Brenda Cabral Vargas               | 2020-2022 |
| Guadalupe Vega Díaz                | 2022-2024 |

Las comisiones encargadas de dar cumplimiento a los objetivos, funciones y el plan de trabajo de la Asociación son: la de Honor y Justicia, Legislación y Normas, de Publicaciones, Elecciones, Filiales y Relaciones, Finanzas y Presupuesto, Juntas, Conferencias y Congresos, y la de Bolsa de Trabajo. La máxima autoridad, que es la Asamblea, está constituida por todos los socios vigentes y se reúne una vez al año como mínimo, además de que convoca, por lo menos a cuatro reuniones ordinarias anualmente.

## Sede
La Asociación ha ido adquiriendo cada vez más autonomía. En 1987 logró, con recursos propios, adquirir un local y equipo de cómputo y de telecomunicaciones. En la sede se mantiene el archivo de la AMBAC. La Asociación tiene su domicilio en Ángel Urraza 817-A, Colonia Del Valle, alcaldía Benito Juárez, Ciudad de México, C.P. 03100.

## De los socios
La Asociación cuenta con socios personales y socios institucionales, ambos de los diferentes estados de la república, y vínculos con asociaciones internacionales de bibliotecarios. El perfil de los asociados es, en su mayoría bibliotecarios de instituciones de educación superior, de investigación y de bibliotecas especializadas. La proporción de socios de los estados varía en función del lugar que es sede del congreso anual.[cita requerida]

#### Socios eméritos y honorarios
Además de los socios ordinarios e institucionales, en 1967 se nombró a cuatro Socios Eméritos, de quienes se mencionó: "Su trayectoria dentro de las bibliotecas mexicanas es un digno ejemplo de sacrificio personal al servicio de la cultura y de la educación en México", y en los años sucesivos, a Socios Honorarios, "aquellas personas que la Asociación decida distinguir por su contribución al desarrollo de la Asociación y de la bibliotecología, por su labor destacada en el ejercicio de la profesión". Estos nombramientos son los más altos reconocimientos que la Asociación otorga a los bibliotecarios que la integran.
| Socios Eméritos de la AMBAC (nombrados en 1967) |
| Juan B. Iguíniz                                 |
| Tobías Chávez Lavista                           |
| Juana Manrique de Lara                          |
| María Teresa Chávez Campomanes                  |

| Socios Honorarios de la AMBAC |                                  |
| Año                           | Nombre del socio                 |
| 1982                          | Roberto Gordillo Gordillo        |
| 1983                          | Pedro Zamora Rodríguez           |
| 1989                          | Elvia Barberena Blázquez         |
| 1994                          | Adolfo Rodríguez Gallardo        |
| 1995                          | Rosa Ma. Fernández Esquivel      |
| 1995                          | Óscar Zambrano Domínguez         |
| 1996                          | Guadalupe Carrión Rodríguez      |
| 1997                          | Estela Morales Campos            |
| 2000                          | Ana María Magaloni de Bustamante |
| 2009                          | Nahúm Pérez Paz                  |
| 2011                          | Eduardo Salas Estrada            |
| 2012                          | Elías Cid Ramírez                |
| 2017                          | Aurora P. Vela Muro              |
| 2022                          | Álvaro Quijano Solís             |

## El carácter nacional de la asociación
El carácter nacional de la AMBAC se mantiene y fortalece principalmente con los socios personales y las secciones de los estados. Las secciones más activas son: Morelos, Michoacán, Nuevo León, Sonora y Jalisco; en tanto que las de Yucatán, Tabasco, Chiapas, San Luis Potosí, Puebla, Durango, Coahuila, así como la Asociación de Bibliotecarios de Instituciones de Educación Superior y de Investigación (ABIESI) se encuentran inactivas.[cita requerida]

## Actividades
El Congreso Nacional denominado Jornadas Mexicanas de Biblioteconomía se celebró por primera vez en 1956, y las Jornadas se han venido llevando a cabo anualmente y de manera ininterrumpida desde 1977 (en el 2020 y en el 2021, de manera virtual, debido a la pandemia por coronavirus). Por lo regular, las Jornadas se han realizado en diferentes estados de la República, de manera itinerante. En este evento se ofrecen conferencias, paneles, mesas redondas, etcétera, en los que participan bibliotecarios de diferentes instituciones y estados del país así como del extranjero. El objetivo de las Jornadas es el de difundir avances, intercambiar experiencias, ideas, problemas relacionados con el ámbito bibliotecológico y de la información. Y, con los talleres y cursos que se ofrecen durante el evento, también se busca la actualización de los socios.[cita requerida]
Con el fin de dar mayor difusión a las Jornadas, en 1991 se abrió un espacio a expositores de productos y servicios de interés para la comunidad bibliotecaria. Estas exposiciones se complementan con presentaciones de libros, lanzamiento de novedades y reuniones con clientes. El evento reúne aproximadamente a 500 participantes.[cita requerida]

## Reuniones ordinarias
Las reuniones ordinarias se realizan por lo menos cuatro veces al año, generalmente en la Ciudad de México, durante las cuales se presenta un informe a los socios sobre las actividades de la AMBAC y temas o problemas relacionados con la bibliotecología nacional; paralelamente se ofrecen mesas redondas o conferencias sobre temas actuales y novedosos para la comunidad bibliotecaria. En estas reuniones se incluye también una actividad social con un coctel que patrocina la sede o algún proveedor, lo cual ha favorecido la convivencia entre los socios. Además, los miembros participan en conferencias que organizan las secciones o bien otras asociaciones o instituciones, en los diferentes estados de la República.[cita requerida]

## Educación continua
Se ofrece a través de las Jornadas y las conferencias, así como en la impartición de cursos y talleres de actualización sobre aspectos que sugiere la propia comunidad, o bien que propone la Comisión de Fomento Bibliotecario; también se apoya a las secciones en proyectos de esta naturaleza. Por otra parte, la AMBAC ha debatido sobre la educación bibliotecológica, cuyos resultados se han plasmado en publicaciones que han resultado de utilidad para tomar decisiones en el ejercicio de esta profesión y para realizar actividades en torno tanto de la educación formal como de la continua. Desde 1967 la AMBAC, en varias ocasiones, ha brindado apoyo a estudiantes becándolos e incluso ha contribuido al financiamiento de sus estudios en el extranjero. También ha proporcionado ayuda eximiendo de pago en cursos que ofrece la propia AMBAC u otras instituciones nacionales. Recientemente, en colaboración con la Asociación de Bibliotecarios de Texas, logró dar apoyo a los estudiantes de mejor promedio para que realizaran estancias en las ciudades donde esa Asociación Texana celebra su Conferencia Anual y pudieran participar en ella. Gracias al Fideicomiso México-Estados Unidos, se logró que la AMBAC promoviera estancias de bibliotecarios profesionales docentes, con fines de actualización en la labor que desempeñan. También se logró que dos empresas otorgaran premios a estudiantes por las dos mejores ponencias, con ello se pretende contribuir a la formación de líderes, y que otra más ofreciera, a un joven profesional de la bibliotecología un premio de $10,000.00 por la mejor ponencia de concurso para Jornadas.

## Uso de tecnología
La AMBAC ha adoptado los adelantos que brinda la nueva tecnología para hacer más eficiente su trabajo administrativo y para tener una mejor comunicación con sus socios y con la comunidad interesada. Asimismo la AMBAC ha utilizado la nueva tecnología, a más de los medios tradicionales, para dar una amplia difusión a sus actividades. Para ello, cuenta con una  página web, ligada con otras páginas web; utiliza la comunicación vía correo electrónico y listas de interés.[cita requerida]

## Publicaciones
El órgano informativo de la Asociación es el Noticiero de la AMBAC. Su primer número apareció en 1966. Anteriormente, como AMB se publicaron catorce números del Boletín de la Asociación de Bibliotecarios Mexicanos entre 1924 y 1926, y dos en 1933. El Noticiero es una publicación trimestral. Otra publicación de la AMBAC son las Memorias de las Jornadas Mexicanas de Bibliotecología. Además, la AMBAC ha publicado la Revista Liber, y varias monografías, entre otras:
(1977) Directorio de bibliotecarios y documentalistas
(1984) Encuentro de Escritores, Libreros, Editores y Bibliotecarios, de Monterrey
(1995) La Asociación Mexicana de Bibliotecarios, notas para su historia
(1999) La democratización del acceso a la lectura
La red nacional de bibliotecas públicas 1983-1998
Manual para promotores de bibliotecas (coedición ALA y Conaculta)

## Presencia en el medio bibliotecario
La AMBAC cumple con la función que ninguna otra institución nacional realiza: de reunir a toda la comunidad bibliotecaria, lo cual no significa que cada bibliotecario que se encuentre en nuestro país sea socio; nada más alejado de la realidad, sino significa que la Asociación ofrece a los bibliotecarios espacios para integrarse y desarrollarse.[cita requerida]
Durante las Jornadas y reuniones que organiza la AMBAC se observa a participantes asiduos y a nuevos asistentes, ya que este espacio es propicio para la relación entre estudiantes, académicos, bibliotecarios, profesionales y no profesionales y proveedores. Los eventos AMBAC son favorables para la unión y colaboración en los espacios de comunicación, y de integración nacional de la comunidad bibliotecaria. Por otra parte, la AMBAC ha contribuido en la formación de recursos humanos, difundiendo el conocimiento bibliotecológico y estableciendo pautas y políticas relacionadas con la educación y el ejercicio profesional; también ha contribuido a la formación de líderes, y a la creación del Colegio Nacional de Bibliotecarios. La AMBAC ha participado en la revisión de la Ley Federal de Derecho de Autor, en la creación de proyectos bibliotecarios y propone cambios importantes para fortalecer el servicio social en las bibliotecas mexicanas.[cita requerida]

## Reconocimientos
El reconocimiento otorgado a la Asociación está vinculado con sectores más bien bibliotecarios. Debido a que la Asociación carece de la fortaleza que tienen sus similares de otros campos -principalmente porque la cultura bibliotecaria y de información de nuestro país es aún débil-, se ha requerido de un esfuerzo muy intenso de relaciones, de alianzas de otros sectores y de trabajo. A pesar de ello, no se ha encontrado el resquicio por donde la Asociación pudiera cimentar su fuerza (por ejemplo, la ALA certifica los estudios). Sin embargo, esta recibe solicitudes de asesorías, orientación y cursos. La AMBAC es miembro de la lnternational Federation of Library Associations and lnstitutions (IFLA), la American Library Association (ALA) y de la Texas Library Association (TLA).[cita requerida]